# Resolutie 1392 Veiligheidsraad Verenigde Naties
Resolutie 1392 van de Veiligheidsraad van de Verenigde Naties werd unaniem door de Veiligheidsraad van de Verenigde Naties aangenomen op 31 januari 2002, en verlengde het VN-overgangsbestuur in Oost-Timor met drieënhalve maand.

## Achtergrond
Nadat Portugal zijn kolonies losgelaten had, werd Oost-Timor eind 1975 na een korte burgeroorlog onafhankelijk. Korte tijd later viel Indonesië het land binnen en brak er een oorlog uit, waarna Oost-Timor werd ingelijfd. In 1999 stemde Indonesië in met een volksraadpleging over meer autonomie of onafhankelijkheid waarop het merendeel van de bevolking voor de tweede optie koos.

## Inhoud
Bij monde van zijn voorzitter had de Veiligheidsraad eerder al laten weten het voorstel van het parlement van Oost-Timor om op 20 mei 2002 de onafhankelijkheid uit te roepen te steunen. Secretaris-generaal Kofi Annan stelde voor om het mandaat van het VN-overgangsbestuur UNTAET tot die datum te verlengen, wat de Veiligheidsraad middels deze resolutie ook deed. De Veiligheidsraad keek ook al uit naar Annans voorstellen voor een opvolgende missie na de onafhankelijkheid.

## Verwante resoluties
- Resolutie 1319 Veiligheidsraad Verenigde Naties (2000)
- Resolutie 1338 Veiligheidsraad Verenigde Naties (2001)
- Resolutie 1410 Veiligheidsraad Verenigde Naties
- Resolutie 1473 Veiligheidsraad Verenigde Naties (2003)

Lijst ·  1387 ·  1388 ·  1389 ·  1390 ·  1391 ·  1392 ·  1393 ·  1394 ·  1395 ·  1396 ·  1397 ·  1398 ·  1399 ·  1400 ·  1401 ·  1402 ·  1403 ·  1404 ·  1405 ·  1406 ·  1407 ·  1408 ·  1409 ·  1410 ·  1411 ·  1412 ·  1413 ·  1414 ·  1415 ·  1416 ·  1417 ·  1418 ·  1419 ·  1420 ·  1421 ·  1422 ·  1423 ·  1424 ·  1425 ·  1426 ·  1427 ·  1428 ·  1429 ·  1430 ·  1431 ·  1432 ·  1433 ·  1434 ·  1435 ·  1436 ·  1437 ·  1438 ·  1439 ·  1440 ·  1441 ·  1442 ·  1443 ·  1444 ·  1445 ·  1446 ·  1447 ·  1448 ·  1449 ·  1450 ·  1451 ·  1452 ·  1453 ·  1454